# Clément Vidal
Clément Vidal, né le 18 juin 2000 à Montpellier, est un footballeur français qui occupe le poste de défenseur central à l'AC Ajaccio.

## Biographie

### En club
Après avoir débuté le football dans la région Avignonnaise, puis au SC Orange, il rejoint le centre de formation du Montpellier HSC à l'âge de 14 ans en 2014. En 2017, il remporte la Coupe Gambardella aux dépens de l'Olympique de Marseille aux tirs au but 1-1 (5-6). Lors de la saison 2018/19, il est capitaine de l'équipe U19 qui atteint les huitièmes de finale de la Youth League, éliminée par Chelsea. Le 27 novembre 2017, il signe son premier contrat professionnel avec son club formateur. Il connaît sa première apparition en Ligue 1 le 4 décembre 2019 lors d'un déplacement sur la pelouse du Dijon FCO (2-2). Lors de la saison suivante, il dispute deux rencontres dans l'élite.
Le 16 juin 2021, l'AC Ajaccio, annonce l'arrivée du jeune défenseur pour un prêt d'une saison. Il débute sous ses nouvelles couleurs le 24 juillet 2021 à l'occasion de la première journée de Ligue 2 face au Toulouse FC (2-2). Malheureusement, il est exclu à la 38e minute à la suite d'un second avertissement. Lors de la première partie de saison il ne connaît que quatre autres titularisations, devant se contenter le plus souvent d'apparitions en fin de match. Il est beaucoup plus utilisé sur la seconde partie de saison et participe à la saison historique de son club qui termine à la seconde place du classement, synonyme de montée en Ligue 1. À l'issue de la saison, il résilie son contrat avec le Montpellier HSC et s'engage pour trois ans avec le club corse.

### En équipe nationale
En mars 2016, il dispute deux rencontres avec  l'équipe de France des moins de 16 ans lors d'un tournoi amical. Le 26 mars 2018, il honore son unique sélection avec l'équipe de France des moins de 18 ans en amical contre l'Allemagne (victoire 4-2).